# 10 квітня
10 квітня — 100-й день року (101-й у високосні роки) в григоріанському календарі. До кінця року залишається 265 днів.

## Свята і пам'ятні дні

### Міжнародні
Міжнародний день руху опору

### Національні
Україна
- День кримськотатарської журналістики

### Іменини
✙ Православні: Терентій, Помпій, Максим, Зинон, Олександр, Федір, Яків, Петро, Григорій.
✝  Католицькі:

## Події
- 1525 — Прусський омаж: початок існування світського Прусського герцогства, васального до Польщі.
- 1633 — банани, раніше не бачені в Англії, починають продаватися в лондонському магазині.
- 1710 — Статут королеви Анни (акт парламенту Великої Британії) став першим в історії документом, що надавав державну охорону авторському праву.
- 1814 — німецький перекладач творів Данте і юрист Карл Вітте одержав ступінь доктора філософії у віці 13 років.
- 1815 — катастрофічне виверження вулкана Тамбора на острові Сумбава в Голландській Ост-Індії викликало ефект вулканічної зими в північній півкулі та призвело до «року без літа».
- 1833 — вперше розпочали виробництво сірників. Вони були токсичними — до складу головки входив білий фосфор.
- 1841 — в Канаді засноване місто Галіфакс
- 1849 — американець Волтер Хант запатентував безпечну шпильку.
- 1861 — заснований Массачусетський технологічний інститут.
- 1906 — вийшов у світ другий збірник розповідей американського письменника О. Генрі «Чотири мільйони».
- 1912 — лайнер «Титанік» вирушив у свій перший і останній рейс з порту Саутгемптон до Нью-Йорка.
- 1917 — на нараді робітників і промисловців Донбасу схвалене рішення ввести 8-годинний робочий день
- 1922 — відкрилася Генуезька конференція країн Європи за участю РСФСР (початок визнання Радянської Росії)
- 1925 — уперше опублікований роман Скотта Фіцжеральда «Великий Гетсбі»
- 1938 — в окупованій Австрії під контролем нацистів відбувся плебісцит, на якому 99,7 % проголосувало за аншлюс із Третім Рейхом.
- 1947 — створено товариство Мон-Пелерін — міжнародну неоліберальну організацію, що складається з економістів, філософів, істориків, інтелектуалів та керівників підприємств.
- 1954 — у Дніпропетровську створене Особливе конструкторське бюро (ОКБ-586), нині Конструкторське бюро «Південне».
- 1967 — винищувач МіГ-23 здійснив свій дебютний політ — це був перший радянський літак зі змінною геометрією крила
- 1970 — Пол Маккартні заявив про вихід із групи «Бітлз», що означало її розпад.
- 1972 — підписана Конвенція про заборону біологічної зброї.
- 1985 — на екрани Франції вийшов фільм Люка Бессона «Підземка» з Ізабель Аджані й Кристофером Ламбертом у головних ролях.
- 1990 — Том Вейтс виграв справу в чипсів, компанія Doritos Chips використовувала у своїй рекламі голос, схожий на специфічний голос співака.
- 1992 — в Запоріжжі відкритий перший фестиваль мистецтв «Козацькому роду нема переводу».
- 1993 — дебютний й однойменний альбом гурту Suede дебютував на вершині британського чарта.
- 1998 — Страсноп'ятничною угодою між урядами Ірландії та Британії загалом припинилося насильство, пов'язане з конфліктом у Північній Ірландії.
- 2010 — авіакатастрофа під Смоленськом, унаслідок якої загинуло 96 людей, серед яких президент Польщі Лех Качинський
- 2019 — вперше в історії вчені зробили фото надмасивної чорної діри в центрі галактики Messier 87 (M87)

## Народились
Дивись також Категорія:Народились 10 квітня
- 1583 — Гуго Гроцій, голландський юрист, державний діяч, один з основоположників міжнародного права.
- 1603 — Франческо Фуріні, італійський художник і поет доби бароко.
- 1651 — Еренфрід Вальтер Чирнгауз, німецький філософ, математик, експериментатор, винахідник європейської білої порцеляни.
- 1727 — Самуель Гейнике, німецький сурдопедагог, винахідник способу навчання глухонімих.
- 1755 — Самюель Ганеман, німецький лікар, засновник гомеопатії
- 1766 — Джон Леслі, шотландський фізик-експериментатор і математик, першим запропонував метод одержання штучного льоду
- 1838 — Френк Стівен Болдуїн[ru], американський винахідник арифмометра.
- 1847 — Джозеф Пулітцер, американський журналіст, видавець, засновник журналістської Пулітцерівської премії
- 1864 — Ольга Франко (Хоружинська), українська громадська діячка і видавниця, дружина Івана Франка.
- 1865 — Джек Майнер, канадський натураліст, орнітолог, засновник фонду вивчення птахів.
- 1881 — В'ячеслав Прокопович, український громадський, політичний, державний діяч, педагог, історик, публіцист, член УЦР, голова Ради народних міністрів Директорії УНР, виконувач обов'язків Президента УНР в екзилі, автор наукових досліджень із історії Києва та сфрагістики.
- 1894 — Бен Ніколсон, англійський художник і скульптор-абстракціоніст; чоловік скульпторки-абстракціоніста Барбари Хепуорт; син художника і дитячого письменника Вільяма Ніколсона.
- 1898 — Мстислав (Скрипник), український громадський та церковний діяч, Патріарх Київський
- 1914 — Едді Бойд, американський блюзовий музикант.
- 1917 — Роберт Бернс Вудворд, американський хімік-органік, Лауреат Нобелівської премії з хімії за 1965 рік.
- 1927 — Маршалл Воррен Ніренберг, американський біохімік і генетик, лауреат Нобелівської премії з фізіології і медицини 1968 року за розшифровку генетичного коду
- 1932 — Омар Шариф, американо-єгипетський актор («13-й воїн», «Ідальго»)
- 1933 — Віктор Близнець, український прозаїк
- 1935 — Нікола Кабіббо, італійський фізик
- 1936 — Юрій Чорний, український режисер («Женские радости и печали», Одеська кіностудія, 1982)
- 1937 — Микола Касьян, лікар-остеопат, академік НАНУ, заслужений лікар України
- 1938 — Борис Савченко, український режисер і актор («Меланхолійний вальс», «Легенда про безсмертя»)
- 1951 — Стівен Сігал, американський актор, режисер, сценарист і продюсер («В ім'я справедливості», «Наскрізні поранення»)
- 1959 — Браян Сетцер, вокаліст, гітарист і засновник рокабіллі-гурту Stray Cats
- 1964 — Алан «Рені» Рен, англійський музикант, ударник групи The Stone Roses.
- 1979 — Софі Елліс-Бекстор, популярна британська виконавиця.
- 1988 — Гейлі Джоел Осмент, американський кіноактор («Штучний розум», «Шосте чуття»).
- 1973 — Роберто Карлос, бразильський футболіст.

## Померли
Дивись також Категорія:Померли 10 квітня
- 1728 — Никодим Тессін Молодший, шведський архітектор, який разом з батьком, архітектором Никодимом Тессіном Старшим, створив скандинавське бароко. Батько політика Карла Ґустава Тессіна.
- 1767 — Йоганн Еліас Рідінгер, німецький живописець, гравер на міді, видавець.
- 1869 — Микола Щербина, поет, екофілософ українського походження.
- 1909 — Алджернон Чарлз Свінберн, англійський поет.
- 1911 — Мікалоюс Константінас Чюрльоніс, литовський художник і композитор («Соната сонця», «У лісі»).
- 1919 — Еміліано Сапата, лідер Мексиканської революції, національний герой.
- 1954 — Огюст Люм'єр, винахідник кінематографу, брат Луї Жана Люм'єра.
- 1979 — Ніно Рота, італійський композитор.
- 1983 — Порфирій Іванов, творець оздоровчої системи з низкою оригінальних ідей.
- 1989 — Микола Гринько, український кіноактор.
- 1995 — Андрій Білецький (*1911), український мовознавець, поліглот; син літературонавця Олександра Білецького, старший брат живописця та мистецтвознавця Платона Білецького.
- 2010 — Лех Качинський, Президент Польщі (2005—2010).
- 2013 — Роберт Джеффрі Едвардс, британський фізіолог, нобелівський лауреат 2010 року за розробку технології штучного запліднення